# Josef Albers
Josef Albers (n. 19 martie 1888, Bottrop – d. 25 martie 1976 New Haven, Connecticut, SUA) a fost un pictor, designer și decorator american, originar din Germania.

## Biografie
Studiază la Berlin, Essen și München, apoi (din 1920) la Școala Bauhaus din Weimar, unde ajunge „meșter“ al artei, iar în 1923 i se încredințează conducerea Cursului preliminar formativ, ocupându-se totodată de „atelierele“ pentru sticlă/vitralii și lemn/mobilier. În perioada 1925-1933 - urmând peregrinările școlii la Dessau, apoi la Berlin - funcționează ca profesor titular, explorând noi metode de pedagogie artistică.
Ca urmare a închiderii Școlii Bauhaus, de către naziștii ajunși la putere, părăsește Germania, devine profesor la cele mai prestigioase universități din S.U.A., înrâurind notabil formarea unui număr considerabil de artiști americani. După depășirea unei inițiale faze expresioniste, precum și a unei raționalități excesive induse de Bauhaus, Albers aderă, în 1936, la American Abstract Artists Association.
În perioada 1953-1960 conduce catedre de învățământ artistic universitar în Chile, Peru și R.F. Germania („Hochschule für Gestaltung“ din Ulm). De la sfârșitul celui de‑al cincilea deceniu realizează așa‑zise Constelații structurale (de pildă, Indicating Solids, 1949), un ciclu de desene oferind reprezentări întrepătrunse arhitectonic (amintind de proiecțiile axonometrice), care se lasă „citite“ prin inversare/răsturnare optică, după principiul cubului neckerian.
În continuare, culoarea, cu legitățile ei specifice (și îndeosebi virtuțile ei plastice), va constitui tema centrală a preocupărilor artistului. Pe această linie, începând din 1950, pictorul elaborează numeroase variații constructiviste reunite în ciclul Homage to the Square (Omagiu pătratului; de pildă, Adiere verde, 1963, Köln, Wallraf‑Richartz‑Museum).
Lucrările acestei serii - considerate a fi drept latura cea mai însemnată a creației lui Albers - au fost realizate în diferite tehnici (picturi în ulei, serigrafii și tiraje offset). În general, imaginea este organizată după principiul șocului optic, rezultat din tonurile pure, fără marcarea liniilor de contact dintre diferitele zone cromatice. Contrar evidenței, Albers nu se considera un reprezentant al curentului „op‑art“ (care îi datorează, totuși, impulsuri și sugestii esențiale), preferând, pentru creația sa, denumirea de „Perceptual Painting“ (pictură perceptuală). Alte lucrări importante: seria Chei de sol, Variații pe o temă dată, Chioșcuri.